# Comarca de Pontevedra
La Comarca de Pontevedra és una comarca de Galícia a la província de Pontevedra. Limita amb la comarca de Caldas al nord, amb la comarca de Vigo al sud, amb Tabeirós-Terra de Montes i la comarca d'O Carballiño a l'est i amb O Salnés a l'oest. En formen part els municipis de:
- Barro
- Campo Lameiro
- Cotobade
- A Lama
- Poio
- Ponte Caldelas
- Pontevedra
- Vilaboa.

Comarca de Pontevedra.

Aglutina les terres de l'entorn de la capital provincial excepte Marín, integrada en la comarca d'O Morrazo per motius històrics, socials i demogràfics (després de la creació de les comarques oficials gallegues en la dècada de 1990, aquest municipi es va integrar primerament la comarca pontevedresa, però a petició dels seus veïns va passar a incloure's poc temps després dintre de la d'O Morrazo).
| Municipi       | Habitants |
| Pontevedra     | 80 096    |
| Poio           | 15 201    |
| Ponte Caldelas | 6 513     |
| Vilaboa        | 6 030     |
| Cotobade       | 4 608     |
| Barro          | 3 402     |
| A Lama         | 3 022     |
| Campo Lameiro  | 2 132     |
| Total          | 120 644   |

Font: INE
La comarca ocupa el centre de la regió de les Rías Baixas, si bé les seves sortides al mar són escasses (tan solament les costes dels municipis de Poio i Vilaboa, així com la reduïda orla costanera pontevedresa (parròquies de Lourizán i, en menor mida Ponte Sampaio). Amb centre en la ciutat de Pontevedra, la comarca ocupa tot l'amfiteatre de la vall baixa del riu Lérez i les abruptes serres circumdants (que la uneixen amb la província d'Ourense en l'ajuntament de Lama), així com les riberes marítimes ressenyades.
Aquesta configuració geogràfica delata una comarca bastant heterogènia, que com altres gallegues, aglutina en el seu si diverses comarques històriques. És la de Pontevedra, doncs, una comarca purament funcional, conformada per municipis que es relacionen amb Pontevedra, però no una comarca històrica ni geogràfica. Aglutina bona part de la gran comarca històrica de Terra de Montes, una part de la d'O Morrazo, i altra de la d'O Salnés, així com la del Baixo Lérez, on conflueixen les tres.